# Burning in the Skies
Burning in the Skies – ballada rockowa grupy Linkin Park pochodząca z czwartego albumu A Thousand Suns (2010). Produkcją zajęli się Rick Rubin i Mike Shinoda. 21 marca 2011 wydano go jako trzeci singel z albumu.
Wideoklip został stworzony przez Josepha Hahna. Premiera odbyła się 22 lutego na kanale YouTube.com.
Solo gitarowe w utworze wykonywane jest przez Mike'a Shinodę

## Występy na żywo
Pierwszy raz utwór zagrano w całości w Melbourne podczas trasy Thousand Suns World Tour w 2010. Refren śpiewał na przemian Mike Shinoda i Chester Bennington.

## Recepcja
Jean Dean Wells z AQL Radio pochwalił piosenkę, mówiąc że zespół „wydał optymistyczny utwór, który mógłby odgrywać równie dobrze w każdej stacji radiowej pop”.

## Lista utworów

### Wersja CD
1. „Burning in the skies” – 4:13
2. „Blackout” (Live) – 4:36

### Cyfrowa wersja singla
1. „Burning in the Skies” – 4:13
2. „Blackout” (Live) – 4:36
3. „Empty Spaces/When They Come For Me” (Live) – 5:21

### Wersja promocyjna UK
1. „Burning in the Skies” (Edit) – 4:01

## Pozycje
- Australian Singles Chart – 35
- German Singles Chart – 43
- Portuguese National Top 50 – 35
- Swiss Singles Chart – 41

## Twórcy
- Chester Bennington – wokale
- Mike Shinoda – wokale, gitara prowadząca, pianino, syntezator, sampler
- Brad Delson – gitara rytmiczna
- Phoenix – gitara basowa, chórki
- Joe Hahn – turntablizm, miksowanie, sampler, chórki
- Rob Bourdon – perkusja